# Bacha Khan
Abdul Ghaffār Khān (6 de fevereiro de 1890 - 20 de janeiro de 1988), apelidado de Fakhr-e-Afghān (literalmente, "orgulho dos afegãos"), Bādshāh Khān ou Bāchā Khān ("rei dos chefes"), foi um ativista da independência dos pastós que trabalhou para acabar com o domínio do Raj britânico. Ele era um líder político e espiritual conhecido por sua oposição não-violenta; ele era um pacifista de toda a vida e muçulmano devoto. Um amigo próximo de Mohandas Gandhi, Bacha Khan foi apelidado de "Fronteira Gandhi" na Índia Britânica por seu associado próximo Amir Chand Bombwal. Bacha Khan fundou o movimento Khudai Khidmatgar ("Servos de Deus") em 1929. Seu sucesso desencadeou uma dura repressão do Raj britânico contra ele e seus partidários, e eles sofreram algumas das mais severas repressões do movimento da independência indiana.
Bacha Khan se opôs fortemente à exigência da Liga Muçulmana  pela divisão da Índia. Quando o Congresso Nacional Indiano declarou sua aceitação do plano de partição sem consultar os líderes Khudai Khidmatgar, sentiu-se muito triste e disse ao Congresso "que vocês nos jogaram aos lobos". Em junho de 1947, Khan e outros Khudai Khidmatgars declararam a Resolução Bannu, exigindo que os pastós tivessem a opção de ter um estado independente de Pashtunistão, compondo todos os territórios pastós da Índia britânica, em vez de se unirem ao Paquistão. No entanto, o Raj Britânico se recusou a atender a demanda desta resolução.
Após a partição, Bacha Khan prometeu lealdade ao Paquistão, mas foi frequentemente preso pelo governo paquistanês entre 1948 e 1954. Em 1956, ele foi novamente preso por sua oposição ao programa de Unidade Única, sob o qual o governo anunciou seu plano de fundir todos províncias do Paquistão Ocidental em uma única província. Khan foi preso ou exilado durante grande parte das décadas de 1960 e 1970. Após a sua morte em 1988, em Pexauar, em prisão domiciliária, após a sua vontade, ele foi enterrado em sua casa em Jalalabade, no Afeganistão. Dezenas de milhares de pessoas compareceram ao funeral, marchando pelo Passo Khyber, de Pexauar a Jalalabade. Foi marcado por duas explosões de bombas que mataram 15 pessoas. Apesar da pesada luta na época durante a Guerra Soviética-Afegã, os dois lados, a saber, o exército comunista e os mujahideen, declararam um cessar-fogo para permitir o enterro de Khan.

## Início da vida
Bacha Khan nasceu em 6 de fevereiro de 1890 em uma família pastó geralmente pacífica e próspera de Utmanzai no Vale de Peshawar da Índia Britânica. Seu pai, Bahram Khan, era proprietário de terras na área comumente referida como Hashtnaghar. Bacha Khan era o segundo filho de Bahram a frequentar a Edward's Mission School, administrada pelos ingleses, a única escola em pleno funcionamento na região administrada por missionários. Na escola, o jovem Bacha Khan se saiu bem em seus estudos e se inspirou em seu mentor, o reverendo Wigram, para ver a importância da educação no serviço à comunidade. Em seu décimo e último ano do ensino médio, foi oferecido uma comissão de grande prestígio no Corpo de Guias, um regimento do Exército da Índia Britânica. Bacha Khan recusou a comissão depois de perceber que até mesmo os oficiais do Guias ainda eram cidadãos de segunda classe em seu próprio país. Ele retomou sua intenção de estudar na universidade, e o reverendo Wigram ofereceu a ele a oportunidade de seguir seu irmão, Khan Abdul Jabbar Khan, para estudar em Londres. Um ex-aluno da Universidade Aligarh Muslim, Bacha Khan acabou recebendo a permissão de seu pai. No entanto, a mãe de Bacha Khan não estava disposta a deixar outro filho ir para Londres, então Bacha Khan começou a trabalhar nas terras de seu pai, tentando discernir o que mais ele poderia fazer de sua vida.
Em 1910, aos 20 anos, Khan abriu uma escola de mesquitas em sua cidade natal, Utmanzai. Em 1911, ele se juntou ao movimento de independência do ativista da independência de pastó, Haji Sahib, de Turangzai. No entanto, em 1915, as autoridades britânicas proibiram sua escola de mesquita. Tendo testemunhado o repetido fracasso das revoltas contra o Raj britânico, Khan decidiu que o ativismo social e a reforma seriam mais benéficos para os pastós. Isso levou à formação de Anjuman-e Islāh-e Afghānia, em 1921, e ao movimento juvenil Pax̌tūn Jirga (پښتون جرګه, "Assembléia Pastó") em 1927. Após o retorno de Khan do Haje peregrinação a Meca em maio de 1928, ele fundou a revista política mensal Língua pachto Pax̌tūn (پښتون, "Pastó"). Finalmente, em novembro de 1929, Khan fundou o movimento Khudayi Khidmatgār (خدايي خدمتګار, "Servos de Deus"), cujo sucesso provocou uma dura repressão por parte das autoridades britânicas contra ele e seus partidários. Eles sofreram algumas das mais severas repressões do movimento de independência indiana do Raj britânico.

## Bacha Khan e o Congresso Nacional Indiano

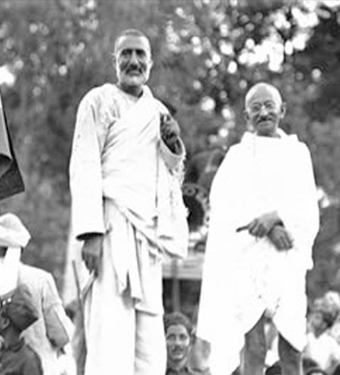
Bacha Khan com Mohandas Gandhi.

Bacha Khan forjou uma amizade estreita, espiritual e desinibida com Gandhi, o pioneiro da desobediência civil massiva não-violenta na Índia. Os dois tinham uma profunda admiração um pelo outro e trabalharam juntos até 1947.
Khudai Khidmatgar (servos de Deus) agitou e trabalhou coletivamente com o Congresso Nacional Indiano, a principal organização nacional que lutava pela independência, da qual Bacha Khan era um membro sênior e respeitado. Em várias ocasiões, quando o Congresso parecia discordar de Gandhi quanto à política, Bacha Khan continuou sendo seu mais fiel aliado. Em 1931, o Congresso ofereceu-lhe a presidência do partido, mas ele se recusou a dizer: "Sou um simples soldado e Khudai Khidmatgar, e só quero servir". Ele permaneceu como membro do Comitê de Trabalho do Congresso por muitos anos, renunciando apenas em 1939 por causa de suas diferenças com a Política de Guerra do Partido. Ele se juntou ao Partido do Congresso quando a Política de Guerra foi revisada.